# Фрідлянд Антон Вікторович

## Антон Фрідлянд
Антон Вікторович Фрідлянд (нар. 19 травня 1976, Київ) — український письменник, журналіст і сценарист.
Автор інтелектуального детективу «Запах шахів» (який автор називає «роман-самогубство»), романів «Дороге задоволення», «День Банана», «Викрадачі міфів», антиутопії «Сталінбург» та збірок оповідань «Конспірологія», «№7», «О мій бот!». Один із родоначальників жанру скрінлайф у літературі — оповідань у формі чатів.

## Біографія

### Ранні роки
Народився 19 травня 1976 року в Києві. Батько — ювелір Віктор Ісакович Фрідлянд (1935–2023), мати — Лариса Григорівна Зубок (нар. 1944). Брат — Никодим Вікторович Зубок (1968–2021).
Закінчив середню школу №39 у Києві. У 16 років вступив до Київського педагогічного університету ім. Драгоманова, де здобув філологічну освіту за спеціальностями «Російська мова та література» й «Іврит». Також володіє англійською, іспанською та польською мовами.

### Журналістська діяльність
Як автор Антон співпрацював з українськими журналами «Playboy», «Zефир», «НАШ», «Молоко», «Новое Время», «Капитал», а також з онлайн-виданнями platfor.ma, officiel-online.com і 34travel.me
У 2007–2013 роках був шеф-редактором українського журналу про подорожі «Unique».

### Професійна діяльність
Кар'єра Антона пов'язана зі сферою маркетингу, комунікацій та PR.
Працював у наступних рекламних агентствах: Saatchi & Saatchi Ukraine (1997–1999) – фахівець із зовнішньої реклами та «USP Creative & Events» (1999–2007) – креативний директор та співвласник.
З 2013 до 2014 року Антон працював PR-директором відомого одеського ресторатора Сави Лібкіна. Пізніше, у 2021 році Лібкін у співавторстві з Фрідляндом випустив книгу «Бізнес по-одеськи».
З 2014 до 2017 року займався фрілансом, спеціалізуючись на неймінгу, розробці брендів та створенні рекламних кампаній.
З 2017 до 2022 року працював креативним директором у компанії «SAGA Development».
З 2022 до 2024 року працював PR-директором у компанії «Hayat Estate».

### Літературна діяльність
Антон займався літературною творчістю ще у школі, але свій перший роман «Запах шахів», який приніс йому популярність, написав у віці 24 років. Роман увійшов до шорт-листу російської літературної премії «Дебют» і був виданий у 2000 році видавництвом «АСТ». До книги також увійшла повість «Метро».
Наступний роман «Дороге задоволення» було видано 2003 року українським видавництвом «Фоліо». У центрі сюжету цього фантастичного твору – вірус, який змушує своїх носіїв поїдати золото. Дія роману відбувається у Києві.
Жанр роману «День Банана», випущеного видавництвом «Фоліо», автор визначає як «комікс без картинок». Роман написаний у жанрі кібер-панк та розповідає про компанію підлітків, які стають терористами під впливом електронних наркотиків. До книги також увійшли 50 оповідань та п’єса «2,5 сестри», написана в жанрі сатиричної фантасмагорії.
Авантюрний роман «Викрадачі міфів», випущений видавництвом «Фоліо» у 2010 році, написаний у жанрі магічний реалізм і розповідає про полювання за артефактом – першим шумерським міфом, що дійшов до нас. У цьому романі автор створив власну космологію, що зображує виникнення життя Землі і першої цивілізації.
Збірка оповідань «Конспірологія» була самостійно випущена автором у 2015 році у форматі арт-буку, що існує в єдиному екземплярі. Усі тексти книги відтворені каліграфами, а ілюстрацію для обкладинки виконав відомий український художник Олександр Ройтбурд.
У 2016 році видавництвом «Vivat» випустило збірку подорожніх нотаток Антона «Подорожі замість туризму».
Збірка оповідань «№7» була випущена видавництвом «Vivat» у 2018 році. Крім оповідань до книги увійшла п’єса «Алергія».
У 2018 році Антон виклав у відкритий доступ свій роман «Сталінбург», дія якого відбувається в альтернативній реальності, де СРСР не розпадався, а комунізм став релігією.
Починаючи з 2020 року Антон, експериментуючи з літературними форматами на своїй сторінці у Facebook, став одним із родоначальників літературного жанру «скрінлайф». Його оповідання у формі листування у чатах стали користуватися надзвичайною популярністю серед підписників – деякі з творів набирали понад 1000 перепостів.
У 2021 році видавництво «BookChef» випустило електронну книгу «О мій бот!», до якої увійшли 17 оповідань Антона, написаних у формі листування у чатах.

### Сценарна діяльність
Антон Фрідлянд – автор сценаріїв українських телевізійних мюзиклів: «Вечори на хуторі біля Диканьки» (2001), «Попелюшка» (2002), «Зоряні канікули» (2006).
Фільм «Вечори на хуторі біля Диканьки» став першим українським телевізійним мюзиклом і породив цілу хвилю музичних фільмів, які потім виходили на українських телеканалах.

### Особисте життя
У 2008 році одружився з письменницею Іреною Карпою, згодом розлучився. У 2013 одружився з моделлю Анною Радіоновою. У 2022 році народилася донька Діана.

## Фільмографія

### Сценарист
- «Вечори на хуторі біля Диканьки» (2001)
- «Попелюшка» (2002)
- «Зоряні канікули» (2006)

### Актор
- «Танго смерті» (1991) — Хлоня